# Battaglia di Elaia-Kalamas
La battaglia di Elaia–Kalamas fu combattuta dal 2 all'8 novembre 1940 in Epiro tra il Regno di Grecia e il Regno d'Italia durante le prime fasi della campagna italiana di Grecia (o guerra greco-italiana)
L'Esercito Italiano, schierato sul confine greco-albanese, lanciò una grande offensiva contro la Grecia il 28 ottobre 1940. La spinta principale dell'invasione italiana si concentrò nel settore dell'Epiro, con un'ulteriore manovra di accompagnamento attraverso i monti del Pindo. In Epiro, i Greci si erano trincerati sul fiume Kalamas, ma le unità greche erano inferiori di numero e generalmente pessimiste circa l'esito della battaglia. Tuttavia, le forze locali greche, capeggiate dal Maggiore Generale Charalambos Katsimitros, riuscirono a fermare con successo l'avanzata italiana..
Insieme al fallimento italiano nella battaglia del Pindo, questi successi greci significarono il totale fallimento dell'invasione dell'Italia fascista, portando il 9 novembre alla destituzione del comandante italiano in Albania, Sebastiano Visconti Prasca. Nelle successive settimane le forze greche riuscirono addirittura ad avviare una controffensiva su larga scala che costrinse gli italiani a ritirarsi in profondità nel territorio albanese. L'esercito italiano riuscì a rimettere piede in territorio greco solo nella primavera del 1941. 

## La battaglia
In teoria l'obiettivo dei greci era solo di tentare di rallentare l'avanzata del nemico per prendere tempo e favorire la mobilitazione generale del paese. In realtà il generale Katsimitros aveva compreso la grande importanza strategica della zona e aveva concentrato tutte le forze principali lungo la linea del fiume Kalamas: infatti l'area montuosa, il terreno impervio, reso ancora peggiore dalla stagione autunnale, avrebbero potuto annullare la superiorità di uomini e di mezzi dell'esercito italiano. E fu esattamente ciò che accadde. Dopo l'inizio dell'invasione, nel mattino del 28 ottobre 1940, i Greci iniziarono, seguendo i piani del generale, un lento indietreggiamento di 30 km dal confine verso la linea Elaia-Kalamas, preparata già da molto tempo allo scopo difensivo.
Il 2 novembre, con i greci pienamente attestati sulla linea, dopo bombardamento aereo e d'artiglieria, la 23ª Divisione fanteria "Ferrara" (XXV Corpo d'armata) attaccò senza riuscire a sfondare. I carri armati italiani non riuscirono a incidere sulla battaglia a causa del terreno collinoso e pieno di fango. Gli italiani subirono molte perdite e l'operazione, risoltasi in un totale fallimento, venne sospesa l'8 novembre, mentre il generale Sebastiano Visconti Prasca veniva sostituito al comando dal generale Ubaldo Soddu.

## Le conseguenze e le cause della sconfitta
In seguito a questa sconfitta e a quella nella battaglia del Pindo gli italiani furono costretti non solo a bloccare i piani di veloce conquista della Grecia, ma addirittura a subire la controffensiva e arretrare in territorio albanese.
Questa battaglia ha avuto dunque un grande peso nella storia italiana della Seconda guerra mondiale, affermandone già nelle sue prime mosse il completo fallimento, e chiarendo una volta per tutte l'enorme divario tra la potenza militare dell'Italia fascista, che nel tentativo di occupare la Grecia perdeva addirittura terreno, e quella della Germania nazista, che aveva già piegato facilmente Polonia, Scandinavia e Francia, combattendo al contempo il Regno Unito.
Tra le cause del clamoroso fallimento italiano bisogna annoverare soprattutto l'infelice scelta del tempo e del luogo: il terreno impervio e le piogge autunnali annullarono la supremazia italiana e valorizzarono la posizione difensiva dei greci. A ciò va aggiunta inoltre l'assoluta prevedibilità delle direzioni dell'invasione italiana (la linea era stata ben attrezzata da molti mesi e il terreno era inoltre pieno di mine), e le performance dei comandanti italiani (in particolare di Prasca), di cui gli storici danno in genere una valutazione fortemente negativa
Bisogna comunque tenere presente che tali scelte del governo italiano furono fortemente condizionate da un lato dall'andamento della Seconda guerra mondiale (gli eccezionali successi di Hitler avevano indotto Mussolini a “forzare” i tempi ed entrare in guerra nel giugno del 1940), dall'altro lato dall'assetto geo-politico in cui l'attacco alla Grecia doveva realizzarsi: l'unica alternativa ad un attacco dalle frontiere albanesi era forse un attacco anfibio verso le coste ioniche della Grecia, opzione presumibilmente molto ardua data la generale impreparazione dell'esercito italiano e la superiorità aeronavale britannica nel Mediterraneo orientale.